# Cionomene
Cionomene es un género con una especies de plantas de flores perteneciente a la familia Menispermaceae. Se encuentra en Brasil.

## Especies seleccionadas
- Cionomene javariensis B.A.Krukoff

- Datos: Q3825223